# فهرست ادبیات جهان
این فهرست ادبیات جهان (به انگلیسی: World literature) را نشان می‌دهد.

## ادبیات در قاره‌های جهان

### ادبیات آسیا
- گونه‌های ادبی در آسیا
- ادبیات خاورمیانه باستانی
- ادبیات جنوب آسیا
- ادبیات آسیای شرقی

### ادبیات آمریکای لاتین
- ادبیات استعماری
- رمانتیسم در ادبیات آمریکای لاتین
- جنبش‌های نوی ادبی در آمریکای لاتین

### ادبیات آفریقا
- ادبیات نوشتاری آفریقا
- ادبیات آفریقای جنوبی
- ادبیات آفریقای شرقی
- ادبیات آفریقای غربی
- شعر سیاه پوستان

## ادبیات کشورها
- ادبیات آرژانتین

### ادبیات آلمان
- ادبیات آلمان از سال ۱۴۵۰ تا ۱۷۰۰
- کلاسیک‌گرایی در ادبیات آلمان
- برخی از نویسندگان و شاعران آلمان
- ادبیات آلمان در آغاز سده هجدهم
- ادبیات آلمان پس از جنگ دوم جهانی

### ادبیات آمریکا
- ادبیات آمریکا در آغاز سده نوزدهم
- جنبش تاریخ پردازی در آمریکا

## ادبیات ارمنی

### ادبیات اسپانیا
- شعر در ادبیات اسپانیا

### ادبیات اسلامی
- نثر در ادبیات اسلامی
- مقاله‌نویسی در ادبیات اسلامی
- شعر اسلامی
- تأثیر اسلام در ادبیات ایران
- ادبیات اسلاوی کهن
- ادبیات اندونزی
- ادبیات ایتالیا
- ادبیات ایسلندی

### ادبیات انگلیسی
- ادبیات انگلیسی در سده شانزدهم
- ادبیات انگلیسی از سال ۱۶۶۰ تا ۱۸۰۰
- رمان در ادبیات انگلیسی
- رمان در روزگار ویکتوریا
- رمان دوره رمانتیک در ادبیات انگلیسی
- ادبیات انگلیسی در سده نوزدهم
- ادبیات انگلیسی در سده بیستم
- ادبیات بوسنی و هرزگووین
- ادبیات برزیل
- ادبیات بلژیک
- ادبیات بلغار
- ادبیات پرتقال
- ادبیات ترکیه
- ادبیات دیوانی ترک
- ادبیات چک

### ادبیات چین
- ویژگی‌های شعر چینی
- مقاله‌نویسی در چین

### ادبیات دانمارک
- ادبیات دانمارک از آغاز تا سده شانزدهم
- ادبیات دانمارک در سده هفدهم و پس از آن

### ادبیات روسی
- ادبیات روسی از آغاز تا سده هجدهم
- ادبیات روسی در سده نوزدهم و پس از آن
- ادبیات رومانی

### ادبیات ژاپن
- دوره نخست ادبیات ژاپنی
- دوره دوم ادبیات ژاپنی
- دوره سوم ادبیات ژاپنی
- ادبیات سانسکریت

### ادبیات سوئد
- ادبیات کهن سوئد
- ادبیات نوین سوئد
- ادبیات سوئیس

### ادبیات عرب
- ادبیات عرب پیش از سده هشتم
- ادبیات عرب در سده نهم
- ادبیات عرب در سده دهم
- ادبیات عرب از سده یازدهم تا هجدهم
- ادبیات نوین عرب
- ادبیات عرب در اندلس

### ادبیات فرانسه
- ادبیات فرانسه از آغاز تا سده یازدهم
- ادبیات فرانسه در سده‌های دوازدهم و سیزدهم
- ادبیات فرانسه از سده چهاردهم تا شانزدهم
- ادبیات فرانسه در سده‌های شانزدهم و هفدهم
- ادبیات فرانسه در سده‌های هجدهم و نوزدهم
- ادبیات فرانسه در سده بیستم

## =ادبیات مالائی

### ادبیات هندوستان
- ادبیات مدرن هند
- زبان فارسی در هند

### ادبیات یونان
- ادبیات نوین یونان
- تاریخ‌نویسی در یونان
- انحطاط ادبی یونان و اعتلای اسکندریه
- کمدی در یونان
- نمایش در یونان باستان

### ادبیات لاتین
- ادبیات لاتین در زمان انقلاب روم
- ادبیات لاتین و شاعران روم
- ادبیات و زبان لاتین در سده‌های میانه و روزگار نوزایی

### ادبیات نروژ
- ادبیات نروژ در سده بیستم
- ادبیات یوسگلاوی